# توماس بيرن (سياسي)
توماس بيرن (بالإنجليزية: Thomas Byrne)‏ هو سياسي أيرلندي، ولد في 7 نوفمبر 1917، وتوفي في 16 مارس 1978. في انتخابات تكميلية، انتخب نائب دييل عن دائرة دبلن الشمالية الغربية ‏ وقد انضم خلال فترته النيابية ‏ (12 نوفمبر 1952 – 23 أبريل 1954) للكتلة البرلمانية مستقل وفي 1954 Irish general election ‏، انتخب نائب دييل عن دائرة دبلن الشمالية الغربية ‏ وقد انضم خلال فترته النيابية ‏ (2 يونيو 1954 – 13 ديسمبر 1956) للكتلة البرلمانية مستقل وفي الانتخابات العمومية الإيرلندية 1957 ‏، انتخب نائب دييل عن دائرة دبلن الشمالية الغربية ‏ وقد انضم خلال فترته النيابية ‏ (20 مارس 1957 – 1 سبتمبر 1961) للكتلة البرلمانية مستقل.